# 兵库站
兵库站（日语：／ Hyōgo eki */?）位于日本兵庫縣神戶市兵庫區，是西日本旅客鐵道（JR西日本）和日本貨物鐵道（JR货物）管辖的鐵路車站。

## 历史
- 1888年11月15日 - 本站作为山阳铁道车站投入运营，办理客运和货运业务。
- 1889年9月1日 - 山阳铁道本站至神户站区间开通。
- 1890年7月8日 - 山阳铁道本站至和田岬站区间开通。
- 1906年12月1日 - 山阳铁道国有化，成为官设铁道车站。
- 1909年10月12日 - 线路名更名为山阳本线。
- 1910年
  - 3月15日 - 兵庫电气铁道（现山阳电气铁道）本站至须磨站区间投入运营。
  - 4月5日 - 站前可换乘神户电气铁道。
- 1911年11月1日 - 本站至新川站区间货物支线（兵库临港线）开业。
- 1943年11月20日 - 山阳电气铁道兵库站改为电铁兵库站。
- 1968年4月6日 - 神户高速铁道東西线开始直通运行，神户市电与山阳电气铁道本站至西代站区间废弃由神户高速道東西线直通替代。
- 1984年2月1日 - 神户港站废弃。兵库临港线废弃。
- 1987年4月1日 - 国铁分割民营化后成为JR西日本、日本货物铁道车站。
- 1988年3月13日 - 制定了路线愛称，本段山阳本线开始使用JR神户线的名称。
- 1995年
  - 1月17日 - 阪神、淡路大地震导致停止运营。
  - 1月30日 - 神户站至須磨站区间重建完成，开始营业。
- 1997年（平成9年）
  - 2月16日 - 开始使用山阳本线（JR神户线）标准发车音。
  - 8月7日 - JR神户线站台新设电梯。
- 2000年2月1日 - 开设神户乘务员训练中心。
- 2001年7月1日 - 和田岬线本站至和田岬站区间电气化。
- 2002年7月29日 - JR京都、神户线运行管理系统投入使用。
- 2003年11月1日 - 支持使用ICOCA卡[2]。
- 2007年3月18日 - 车站自动广播更新。
- 2018年3月17日 - 山阳本线（JR神户线）车站编号系统开始在本站使用[3]。

## 车站结构
JR神户线岛式站台2台4线与田岬线侧式站台1台1线构成的地上车站。

### 站台配置

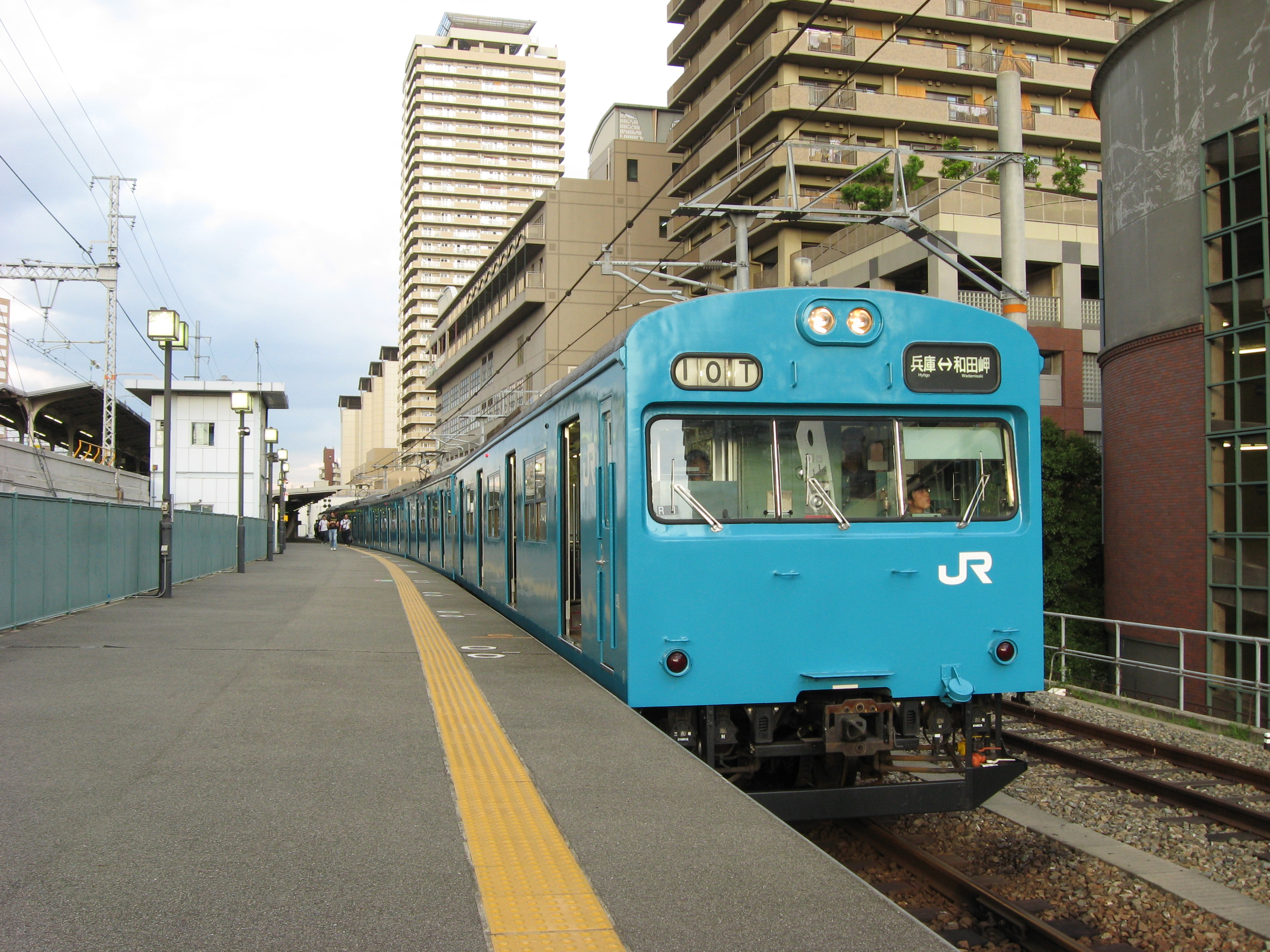
和田岬线站台
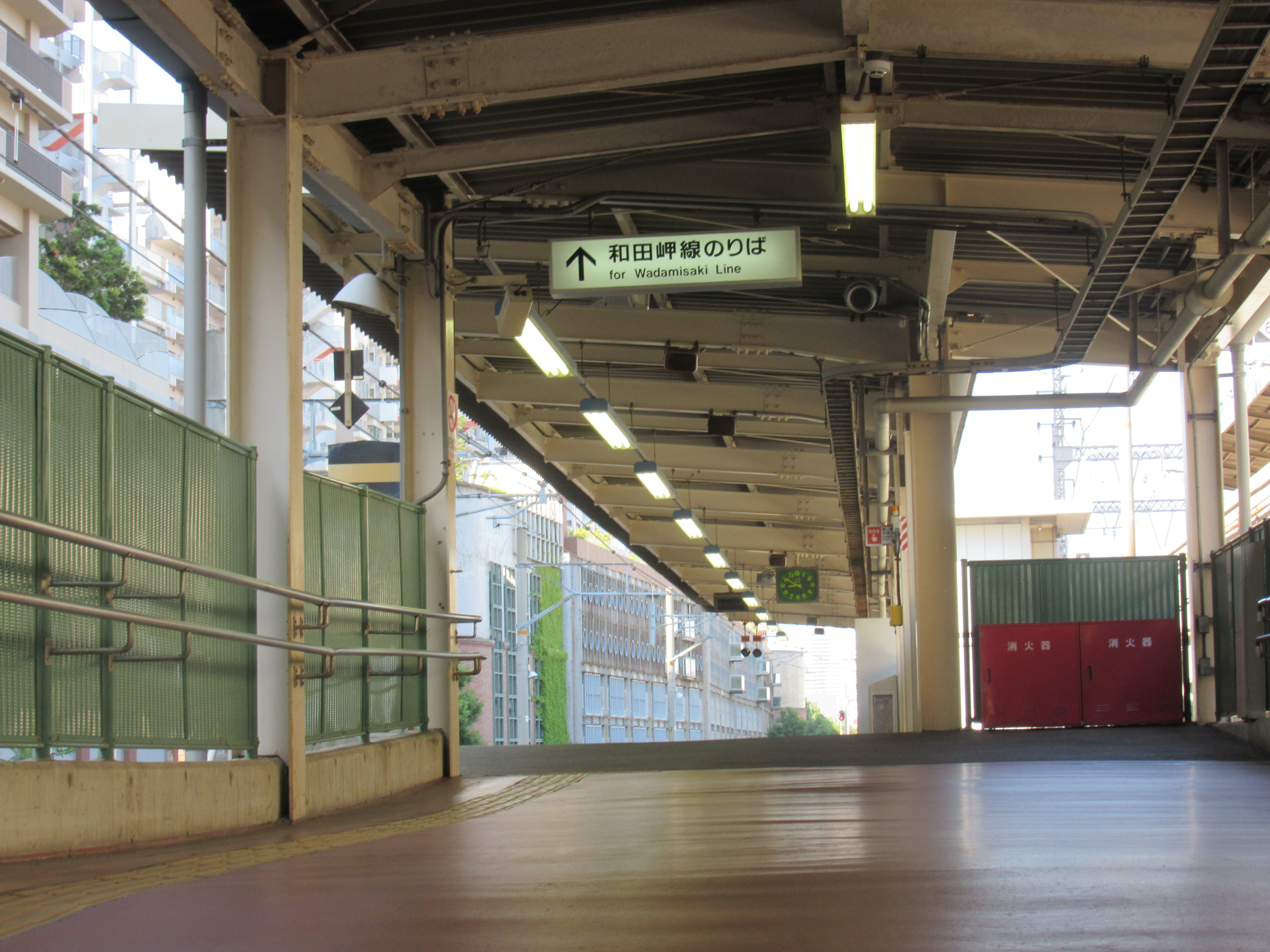
和田岬站台联络通道

| 月台         | 路线         | 方向         | 軌道         | 目的地                 | 備註                   |
| JR神户线站台 | JR神户线站台 | JR神户线站台 | JR神户线站台 | JR神户线站台           | JR神户线站台           |
| ------------ | ------------ | ------------ | ------------ | ---------------------- | ---------------------- |
| 1            | JR神户线     | 上行         | 外側线       | 三之宮、尼崎、大阪方向 | 早高峰部分快速列车     |
| 2            | JR神户线     | 上行         | 内側线       | 三之宮、尼崎、大阪方向 |                        |
| 3            | JR神户线     | 下行         | 内側线       | 西明石、姬路方向       |                        |
| 4            | JR神户线     | 下行         | 外側线       | 西明石、姬路方向       | 平日早高峰部分快速列车 |
| 和田岬线站台 |              |              |              |                        |                        |
|              | ■和田岬线    | ■和田岬线    | ■和田岬线    | 和田岬方向             |                        |

- 和田岬线站台
- 和田岬站台联络通道

### 配線圖
| | ↑ 和田岬                                                  |                                      |
| ← 神戶、三之宮 、尼崎、大阪 方向 | 山陽本線（JR神戶線）兵庫站－須磨海濱公園站間 鐵道配線略圖 | → 西明石、姬路、 網干、播州赤穗 方向 |
| 图例 参考文献：以下を参考に作成。 * 『鉄道ジャーナル（2008年8月号）』[1]、「兵庫－鷹取間の配線略図」、86頁。 * 『鉄道ファン（2004年1月号）』[2]、 図4－14 「兵庫駅付近の配線略図」、78頁。 * 「コンテナ取扱駅構内図 － 神戸貨物ターミナル駅」、『2009貨物時刻表』、鉄道貨物協会、2009年3月、299頁。 * JRおでかけねっと（JR西日本公式ホームページ） - 構内図 兵庫駅、新長田駅、鷹取駅、および須磨海浜公園駅 ※ 甲種輸送は左上の川崎重工業兵庫工場から■和田岬線－■小運転線経由で神戸貨物ターミナル駅へ送られる。 |                                                           |                                      |

## 使用情况
2018年1日上車人次為22,387人，在JR西日本各站中排名第48位。
根据神户市统计书以及兵库县统计书近年单日平均乘车人数如下：
| 年度   | 1日平均 上車人次 |
| ------ | ---------------- |
| 1999年 | 19,999           |
| 2000年 | 20,377           |
| 2001年 | 20,262           |
| 2002年 | 19,832           |
| 2003年 | 20,091           |
| 2004年 | 20,198           |
| 2005年 | 20,407           |
| 2006年 | 20,712           |
| 2007年 | 20,951           |
| 2008年 | 21,400           |
| 2009年 | 21,121           |
| 2010年 | 21,121           |
| 2011年 | 21,177           |
| 2012年 | 21,122           |
| 2013年 | 21,452           |
| 2014年 | 21,420           |
| 2015年 | 21,790           |
| 2016年 | 22,224           |
| 2017年 | 22,365           |
| 2018年 | 22,387           |

## 相鄰車站
西日本旅客鐵道
 JR神戶線（山陽本線）
■新快速
通过
■快速（途經列车线，早高峰上行运行）
神戶（JR-A63）←兵库（JR-A64）←明石（JR-A73）
■快速（途經电车线）
神戶（JR-A63）－兵库（JR-A64）－須磨（JR-A68）
■普通（包括JR東西線、学研都市線的区間快速列车）
神户（JR-A63）－兵库（JR-A64）－新长田（JR-A65）
■和田岬线（山陽本线支线）
兵库－和田岬

## 外部連結
- 兵庫｜車站資訊：JR出門網 - 西日本旅客鐵道